# معهد بحوث البتروكيماويات
معهد بحوث البتروكيماويات هو معهد تابع لمدينة الملك عبد العزيز للعلوم والتقنية في المملكة العربية السعودية في الرياض، يهدف المعهد إلى القيام بالبحوث المتعلقة بالبترول والصناعات البتروكيميائية ومتابعة نتائجها والمساهمة في تطوير تقنية الصناعات البترولية والبتروكيميائية وبناء قاعدة صناعية تعتمد على استغلال الموارد الطبيعية في المملكة العربية السعودية.

## اختصاصات المعهد
يختص المعهد بتنفيذ عدة مهام هي:
- تحديد المشكلات المتعلقة بالبحوث في مجال البترول والصناعات البتروكيميائية التي تواجهها الجهات الحكومية أو الخاصة.
- وضع خطط البحوث التطبيقية في مجال البترول والصناعات البتروكيميائية.
- القيام بالبحوث التطبيقية في مجال العمليات البترولية والصناعات البتروكيميائية.
- مراجعة نتائج البحـوث المنفذة للتعرف على مدى تحقيقها للأهداف الموضوعة وتعميمها على الجهات المعنية.
- متابعة التطورات العلمية والتقنية في مجال البترول والصناعات البتروكيميائية.
- إجراء البحوث والدراسات اللازمة لحماية البيئة من المخلفات البترولية والبتروكيميائية.
- التعاون مع الجهات الأخرى في إجراء البحوث.
- تقديم الاستشارات الفنية والعلمية للجهات الأخرى في المجالات التي تقع ضمن اهتمامات المعهد.
- توفير البيئة البحثية المناسبة للباحثين في المعهد.
- اقتراح البرامج لتطوير القوى البشرية وأساليب العمل بالمعهد بالتنسيق مع إدارة التطوير الإداري.
- اقتراح تنظيم الأنشطة العلمية التي تدخل ضمن اختصاص المعهد بالتنسيق مع الإدارات المختصة.
- رفع تقارير دورية عن أنشطة المعهد.
- رفع مشروع الميزانية السنوية للمعهد.